# Aristocypha iridea
Aristocypha iridea är en trollsländeart som först beskrevs av Selys 1891.  Aristocypha iridea ingår i släktet Aristocypha och familjen Chlorocyphidae. Inga underarter finns listade i Catalogue of Life.